# Carl Theodor Albrecht
Carl Theodor Albrecht, född 30 augusti 1843 i Dresden, död 31 augusti 1915 i Potsdam, var en tysk geodet.
Albrecht anställdes 1866 som assistent och var från 1873 sektionschef vid det preussiska geodetiska institutet i Berlin-Potsdam. År 1914 utförde han längdmätningar i Horta på Azorerna.
Förutom de av nämnda institut utgivna "Astronomisch-geodätische Arbeiten von 1873-1904" (1875-1906) publicerade han: Formeln und Hülfstafeln für geographische Ortsbestimmungen (1869, fjärde upplagan 1908), Anleitung zum Gebrauche des Zenitteleskops (1899, andra upplagan 1902), Resultate des internationalen Breitendienstes (I-IV, 1903-11), Logarithmisch-trigonometrische Tafeln mit fünf Dezimalstellen (1884, sjunde upplagan 1901), Bremikers Logarithmisch-trigonometrische Tafeln mit sechs Dezimalstellen (15:e upplagan 1909, se Carl Bremiker).
Asteroiden 10656 Albrecht är uppkallad efter honom.